# 橙斑犬牙鯒
橙斑犬牙鯒，為輻鰭魚綱鮋形目牛尾魚亞目牛尾魚科的其中一種，分布於澳洲海域，棲息深度126-248公尺，屬底棲性魚類，體長可達26.6公分，屬肉食性，生活習性不明。

## 擴展閱讀
維基物種上的相關：橙斑犬牙鯒